# Cronologia de la història de Ruanda
Aquesta cronologia de la història de Ruanda és una llista cronològica d'esdeveniments importants relacionats amb els habitants humans de Ruanda.

## Antiga Ruanda
- Segle XI aC: empremtes de la presència humana, acreditat per la investigació arqueològica.[1]
- Mil·lenni I aC: inicis del ferro i de l'agricultura (mill africà, sorgo, ramaderia).[2]
- Dècada del 700 aC-segle XIV : poblament del territori a través de nombroses onades d'immigració.[3]
- Segle V-segle xi : arribada probable dels hutus (data variable segons les fonts)[1]
- Segle XIV: arribada dels pastors nòmades tutsis a Ruanda on ja vivien els twa i els Hutus. Començament de la dinastia Nyiginya amb el mwami Ruganzu I Bwimba[1]
- Segle XV: unificació política i cultural del regne que abasta àrees que avui formen àrt d'Uganda o del Congo (RDC)[3]
- Segle XVII: regne fundador del conqueridor Ruganzu II Ndoli qui posa les bases d'un Estat nació
- 1770-1786: reforçament de la monarquia i reforma militar sota el regnat de Cyilima II Rujugira[2]
- Segle XVIII: introducció de plantes procedents d'Amèrica (blat de moro, patata, fesol)[2]
- 1801-1845: l'ampliació de privilegis pastorals sota el regnat de Yuhi IV Gahindiro (dominis ibikingi)[2]
- 29 de novembre de 1861: expedició a la recerca de les fonts de Nil, l'explorador britànic John Speke observa els turons de Ruanda des del Karagwe[4]
- 1860 (?)-1895: regnat de Kigeri IV Rwabugiri, marcat per una intensa activitat militar.[5]
- Març de 1876: Henry Stanley intenta una incursió des de Tanzània i passa una nit en una illa al llac Ihema, però ha de retornar.[6]

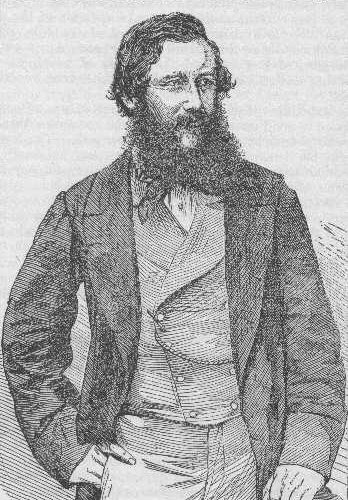
John Hanning Speke, primer europeu en visitar la zona

## Ruanda colonial
- 15 de novembre de 1884- 26 de febrer de 1885: la Conferència de Berlín defineix les línies de partició d'Àfrica entre les nacions europees.[7]
- 1890: Ruanda, Burundi i part de Tanzània s'integren a l'Àfrica Oriental Alemanya.
- Setembre de 1892: breu incursió a Ruanda del primer explorador europeu, el geògraf austríac Oscar Baumann.[8]
- 2 de maig de 1894 - 24 de juny de 1894 : el comte alemany Gustav Adolf von Götzen és el primer europeu a creuar Ruanda en tota la seva longitud.[9] És rebut per Kigeri IV Rwabugiri.
- 1894: Creació de vicariat apostòlic de Victòria-Nyanza del Sud al que és adscrit Ruanda.[10]
- 1895: mort de Kigeri IV Rwabugiri. El succeeix el seu fill amb el nom de Mibambwe IV Rutarindwa.
- 1896: cop d'estat de Rucunshu: el jove rei Mibambwe IV Rutarindwa és deposat en favor del seu mig germà Musinga que el succeeix amb el nom de Yuhi V Musinga.
- 8 de febrer de 1900 : instal·lació de la primera missió cristiana dels Pares Blancs a Save i després a Astrida (avui Butare),[10]
- 19 d'octubre de 1908 : la seu de la Residència de Ruanda s'anomena oficialment Kigali.
- 1909: arribada de les primeres religiosess[10]
- 1910: reconeixement per part de Bèlgica de la sobirania alemanya sobre Ruanda.[11]
- 1914-1918: Primera Guerra Mundial
- 1916: inici de l'ocupació per les tropes belgues[11]
- 7 d'octubre de 1917 : ordenació dels dos primers sacerdots ruandesos[10]
- 28 de juny de 1919 : Tractat de Versalles: Alemanya ha de renunciar al seu imperi colonial (art. 119).[12]
- 25 d'abril de 1922 : el papa Pius XI escindeix el vicariat apostòlic de Kivu en dos, el de Ruanda és confiat a Léon-Paul Classe.[10]
- 31 d'agost de 1923 : la Societat de Nacions dona a Bèlgica un mandat d'administració sobre Ruanda-Urundi[13]
- 21 d'agost de 1925 : integració del territori de Ruanda-Urundi a la colònia del Congo Belga[13]
- 12 de novembre de 1931 : destitució i deportació del rei Yuhi V
- 16 de novembre de 1931 : investidura el seu fill Rudahigwa de 19 anys, sota le nom de Mutara III Rudahigwa.[14]
- 1934: creació del Parc Nacional d'Akagera
- 1934-1935: cens de població de Ruanda-Urundi abans de la creació d'un llibret d'identitat on s'hi descriu la pertinença ètnica.[15]
- 1943-1944: Epidèmia de fam provocada per la sequera (Ruzagayura)[16] Aparició de nous conreus.
- 17 d'octubre de 1943 : bateig del jove Mutara III, primer mwami en convertir-se al cristianisme[13]
- 1946: Després de la dissolució de la Societat de Nacions, Ruanda-Urundi és posada sota la tutela de l'ONU[13]
- 1949: Mutara III visita Bèlgica.[17]
- 1955: visita oficial del rei dels Belgues, Balduí, al Congo Belga al que és adscrit Ruanda-Urundi.[17]
- 19 de desembre de 1955 : André Perraudin és nomenat vicari apostòlic de Kabgayi[18]
- 24 de març de 1957 : manifest dels bahutu denunciant els privilegis de la monarquia tutsi sostinguda pels Belgues[19]
- 1 de maig de 1957 : el periodista Grégoire Kayibanda estableix els estatuts de l'associació Moviment Social Muhutu (MSH), aprovats el 4 d'abril de 1958.[20]
- 17 i 18 de maig de 1958 : en resposta al Manifest dels bahutu, les autoritats tutsi condensen llur doctrina política en dos texts, els « Écrits de Nyanza »[17]
- 11 de febrer de 1959 : carta pastoral d'André Perraudin, vicari apostòlic de Kabgayi[21]
- 25 de juliol de 1959 : mort del mwami Mutara III Rudahigwa a Bujumbura, en circumstàncies poc clares[17]
- 28 de juliol de 1959 : el succeeix el seu germà tota el nom de Kigeri V[17]
- 3 de setembre de 1959 : creació de la Unió Nacional Ruandesa (UNAR) pels monàrquics tutsi qui reclamen la independència[13]
- 26 de setembre de 1959 : transformació del MSM en partit polític sota el nom de Parmehutu
- 9 d'octubre de 1959 : investidura de Kigeli V
- 18 d'octubre de 1959 : creació oficial del Moviment Democràtic Republicà (MDR-Parmehutu)[17]
- 1 de novembre de 1959 : inici de la revolució hutu : massacres de tutsis, destruccions, deportacions massives a l'exili[17]
- 1960: l'administració colonial elga organitza les eleccions locals va guanyar per àmplia el MDR-Parmehutu dirigit per Grégoire Kayibanda, qui es converteix en el primer ministre d'un govern interí[17]
- 28 de gener de 1961 : proclamació de la República a Gitarama. Elecció d'una Assemblea Legislativa i un president provisional, Dominique Mbonyumutwa[13]
- 25 de setembre de 1961 : aprovació de la República per referèndum (Kamarampaka), amb el 79,7 % dels vots
- 26 d'octubre de 1961 : elecció de Grégoire Kayibanda a la presidència de la República[22]

## Ruanda independent

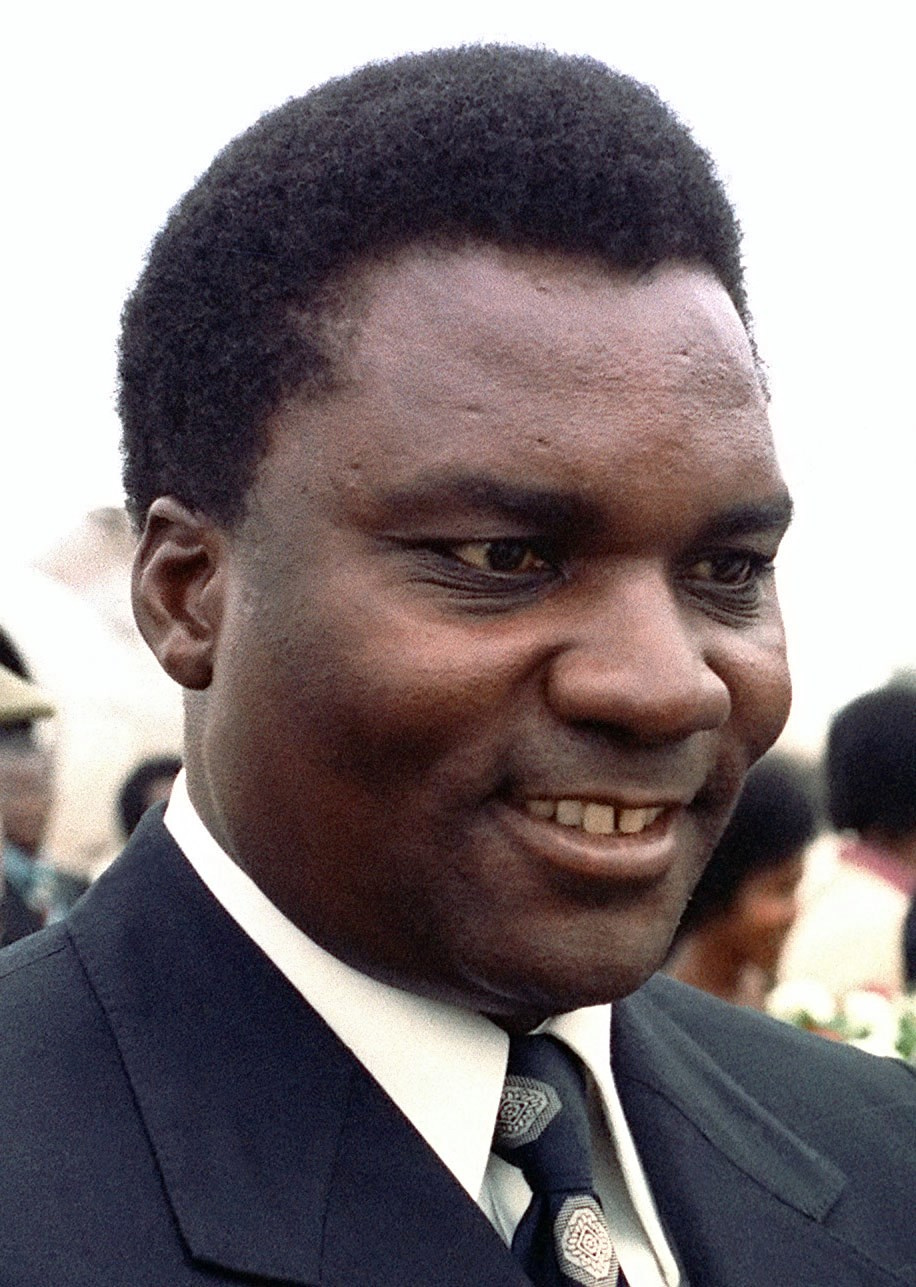
President Juvénal Habyarimana

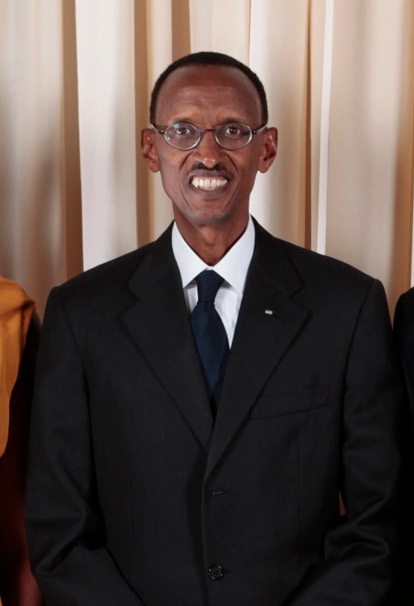
President Paul Kagame

- 1 de juliol de 1962 : proclamació de la independència de Ruanda.[7][23][24] Kigeli V marxa a l'exili.
- 1963: Creació de la Universitat Nacional de Ruanda pels Pares Dominics que s'encarregaran de la direcció fins al 1974.[10]
- 1963-1964: massacre de milers de tutsis[22]
- 10 de març de 1965 : reelecció de Grégoire Kayibanda (2n mandat).[24] Juvénal Habyarimana és nomenat ministre de Defensa i de la Guàrdia Nacional.
- 29 de setembre de 1969 : reelecció de Grégoire Kayibanda (3r mandat)[24]
- 5 de juliol de 1973 : cop d'estat del general Juvénal Habyarimana[24]
- 1974: creació del Ballet Nacional Urukerereza.
- 1975: signatura d'una cooperació militar amb França[22]
- 5 de juliol de 1975 : creació del Moviment Republicà Nacional per la Democràcia i el Desenvolupament (MRND) que esdevé partit únic[13]
- 1976: creació de la Comunitat Econòmica dels Països dels Grans Llacs (CEPGL)[22]
- 17 de desembre de 1978 : adopció d'una nova Constitució per referèndum[22]
- 24 de desembre de 1978 : victòria de Juvénal Habyarimana a l'elecció presidencial[24]
- 1979: creació a Kenya de l'Aliança Ruandesa per la Unitat Nacional (ARUN).
- Octubre de 1982 : tancament de la frontera amb Uganda davant un aflux massiu de refugiats tutsis expulsats pel govern ugandès[24]
- 26 de desembre de 1985 : assassinat de l'etòloga estatunidenca Dian Fossey a les Muntanyes Virunga.
- Desembre de 1987 : creació a Uganda del Front Patriòtic Ruandès (FPR)[22]
- Desembre de 1988 : reelecció de Juvénal Habyarimana[22]
- 18 de setembre de 1989 : inauguració del Museu Nacional de Ruanda el Primer ministre belga Wilfried Martens[25]
- 20 de juny de 1990 : discurs a La Baule del president francès Mitterrand apel·lant al pluralisme : "no hi ha desenvolupament sense democràcia".
- 5 de juliol de 1990 : el President Habyarimana anuncia la fi de l'acumulació de les seves funcions com a President de la República i el partit únic MRND, i el reconeixement del multipartidisme.
- 7-9 de setembre de 1990: visita del papa Joan Pau II i ordenació de 22 sacerdots[10]
- 1 d'octubre de 1990 : inici de la Guerra Civil ruandesa inicida pel Front Patriòtic Ruandès (FPR) procedent d'Uganda i entrant a Ruanda per la força al lloc fronterer de Kagitumba
- 2 d'octubre de 1990 : mort de Fred Rwigema, comandant del FPR en circumstàncies poc clares.
- 4 d'octubre de 1990 : inici de l'« Operació Noroît », oficialment per evacuar els residents occidentals,[26] de fet per sostenir el govern en el poder.
- 15 d'octubre de 1990 : Procedent dels Estats Units on assistia a una reunió del Command and General Staff College, Paul Kagame pren el comandament de les tropes del FPR replegades a Uganda.
- 23 de gener de 1991 : atac sorpresa del FPR a Ruhengeri, que va tenir lloc durant un dia abans de replegament al bosc; seguit d'accions de guerrilla de baixa intensitat.
- 10 de juny de 1991 : promulgació d'una nova Constitució instaurant el multipartidisme i creació d'un càrrec de Primer ministre.[22]
- 1991: llançament de la ràdio del FPR (Radio Muhabura), primera alternativa a Radio Rwanda.
- 1 de novembre de 1991 : retirada de les tropes belgues.[22]
- 17 de març de 1992 : creació de la Coalició per la Defensa de la República (CDR).
- Juny de 1992: després de la formació d'un govern multipartidista a Kigali, Kagame va anunciar un alto el foc i començar les negociacions amb el govern a Arusha, Tanzània.
- 12 de juliol de 1992 : primer acord d'Arusha entre el Front Patriòtic Ruandès de Paul Kagame i el govern ruandès, preveient un calendari de negociacions per a un acord de pau.
- 31 de juliol de 1992 : l'alto el foc entra en vigor.
- 30 de setembre de 1992 : començament de les converses per la pau.
- 31 de juliol de 1992 : l'alto el foc entra en vigor.
- 6 de desembre de 1992 : El coronel Bagosora deixa les negociacions d'Arusha[27]
- Finals de desembre de 1992 : Pogroms contra tutsis i opositors hutu a Kibilira i a la regió de Gisenyi.
- 5 de febrer de 1993 : La Comissió Internacional d'Investigació dirigit per la FIDH a París implica la responsabilitat de les autoritats de Rwanda i el cap de la comitiva de Estat ruandès en les massacres.[28]
- 8 de febrer de 1993 : després de les massacres de tutsis, el FPR llença una ofensiva major (presa de Ruhengeri, avanç cap a la capital).
- 9 de febrer de 1993 : arribada d'emergència d'una companyia addicional de soldats francesos que va a ajudar a repel·lir l'atac a Ruhengeri.
- 19 de febrer de 1993 : massacre de cinc tutsis o simpatitzants dels partits de l'oposició per part de soldats ruandesos a la ciutat de Tumba; dos dies més tard, violència comesa pels Interahamwe i CDR a Kigali, i les matances d'opositors hutus i tutsis a Gisenyi, Ruhengeri, Byumba i Kibuye.
- 20 de febrer de 1993 : arribada de dues companyies més de paracaigudistes francesos de reforç, i l'endemà d'un escamot de morters pesats; Operació Quimera; recuperació de l'exèrcit ruandès en plena derrota.
- 20 de febrer de 1993 : Pierre Joxe, ministre francès de Defensa, en una carta dirigida al president Mitterrand, escriu que Habyarimana és el principal responsable del fiasco actual.[29]
- 17 de juliol de 1993 : Agathe Uwilingiyimana esdevé Primer ministre[22]
- 4 d'agost de 1993 : signatura del darrer dels acords de pau d'Arusha.[22]
- 5 d'octubre de 1993: creació de la Missió d'Assistència de les Nacions Unides a Ruanda (UNAMIR) per garantir la correcta implementació dels Acords d'Arusha.[30]

## Genocidi
- 4 d'abril de 1994 : advertència de les Nacions Unides que amenaça de retirar la UNAMIR en absència de progressos en la creació d'institucions de transició.[7]
- 6 d'abril de 1994 : Cimera regional sobre les crisis burundesa i ruandesa a Dar es Salaam amb els presidents de Kenya, Ruanda, Burundi, Tanzània i Uganda.
- 6 d'abril de 1994 : atemptat contra els presidents de Ruanda i de Burundi[31]
- 7 d'abril de 1994 : assassinat del Primer ministre, Agathe Uwilingiyimana, hutu moderada, i de deu casc blaus belgues.[32]
- 8 d'abril de 1994 : Jean Kambanda és nomenat primer ministre interí. Massacre sistemàtica de tutsis.[22] Ordre d'operació Amaryllis per l'evacuació dels residents francesos i estrangers.[33]
- 9 d'abril de 1994 : instal·lació d'un govern interí.
- 12 d'abril de 1994 : retirada del contingent belga.[22]
- 21 d'abril de 1994 : massacre de l'església de Kaduha (prefectura de Gikongoro) ; uns 15.000 morts.[34]
- 30 d'abril de 1994 : a Nova York, condemna de les massacres pel Consell de segurat, més de 4 països, a més dels Estats Units i França, refusant l'empleu del terme genocidi a la resolució.
- 22 de juny de 1994 – 22 d'agost de 1994 : operació Turquesa dirigida per França[22]
- 4 de juliol de 1994 : entrada del FPR a Kigali[22]
- 19 de juliol de 1994 : constitució d'un govern de coalició. Pasteur Bizimungu esdevé President i Faustin Twagiramungu Primer ministre.[22]
- 8 de novembre de 1994 : reconeixement del genocidi per l'ONU i creació a Arusha del Tribunal Penal Internacional per a Ruanda (TPIR), encarregat de jutjar els responsables.

## Ruanda contemporània
- 31 d'agost de 1995 : Pierre-Célestin Rwigema esdevé primer ministre[35][7]
- 8 de març de 1996 : fi de la missió de la UNAMIR i retirada dels darrers contingents.[30]
- 28 de febrer de 2000 : dimissió del primer ministre, Pierre-Célestin Rwigema.
- 8 de març de 2000 : Bernard Makuza esdevé primer ministre.
- 23 de març de 2000 : dimissió del president Pasteur Bizimungu.
- 17 d'abril de 2000 : Paul Kagame és elegit president de la República pel Parlament.
- 2000: llançament del programa de govern Vision 2020.[36]
- 17 de gener de 2001 : erupció del volcà Nyiragongo, a la frontera entre la República Democràtica del Congo i Ruanda.[37]
- 1 de gener de 2002 : nova bandera de Ruanda i nou himne nacional, Rwanda Nziza.
- 4 de juny de 2003 : promulgació de la nova constitució.[38]
- 2003: primeres eleccions lliures.
- 26 de maig de 2003 : aprovació per referèndum (93 %) de la nova Constitució, promulgada el 4 de juny 2003.
- 25 d'agost de 2003 : elecció de Paul Kagame amb el 95 % dels vots.[39]
- 2 d'octubre de 2003 : victòria del Front Patriòtic Ruandès (FPR) a les eleccions legislatives.[39]
- 7 d'abril de 2004 : commemoració del 10è aniversari del genocidi : « Dia Internacional de Reflexió sobre el Genocidi de Ruanda el 1994 ».[40]
- 11 de maig de 2005 : anul·lació del deute exterior de Ruanda pel Club de París.[41]
- 22 de novembre de 2006 : mandat d'arrest internacional del jutge francès Jean-Louis Bruguière contra nombrosos propers del president Kagame, sospitosos d'implicació en l'atac que va matar el president Habyarimana en 1994.[38]
- 24 de novembre de 2006 : ruptura de relacions diplomàtiques entre Ruanda i França.[42]
- 30 de novembre de 2006 : adhesió de Ruanda i de Burundi a la Comunitat de l'Àfrica Oriental (EAC)[38]
- 1 de gener de 2006 : Reforma administrativa : reforçament de la descentralització, de la industrialització i de la urbanització.[38]
- 19 de gener de 2007 : abolició de la pena de mort.[38]
- 18 de setembre de 2008 : victòria del Front Patriòtic Ruandès (FPR) a les eleccions legislatives.
- 7 d'abril de 2009 : commemoració del 15è aniversari del genocidi.[43]
- 29 de novembre de 2009 : restabliment de relacions diplomàtiques entre França i Ruanda.[44]
- 19 de febrer de 2010-4 de març de 2010 : atemptats amb granades a Kigali.[45]
- 25 de febrer de 2010 : visita oficial del president francès Nicolas Sarkozy a Kigali.[46]
- 9 d'agost de 2010 : Eleccions presidencials: reelecció de Paul Kagame amb el 93 % dels vots.[47]
- 11 d'agost de 2010 : atemptat al centre de Kigali.[48]
- 11 de setembre de 2011 : visite a França del president Paul Kagame.[49]